# Guillaume Soro
Guillaume Kigbafori Soro (ur. 8 maja 1972 w Ferkessédougou) – iworyjski polityk, premier Wybrzeża Kości Słoniowej od 29 marca 2007 do 13 marca 2012. Przewodniczący Zgromadzenia Narodowego od 12 marca 2012. Przywódca Ruchu Patriotycznego Wybrzeża Kości Słoniowej (MPCI), który zapoczątkował wojnę domową w 2002.

## Edukacja
Soro urodził się na północy kraju, w wiosce Diawala, jest katolikiem. W dzieciństwie uczęszczał do katolickich szkół. W latach 1995–1998 stał na czele Federacji Studentów (FESCI). W 1997 przez krótki czas był przetrzymywany w więzieniu za organizowanie antyrządowych manifestacji. Jeszcze w tym samym roku wyjechał na studia prawnicze do Paryża. Na Wybrzeże Kości Słoniowej powrócił w 2000 roku.

## Wojna domowa
Soro po powrocie do kraju występował przeciwko polityce prezydenta Laurenta Gbabgo. We wrześniu 2002 stanął na czele sformowanego Ruchu Patriotycznego Wybrzeża Kości Słoniowej (MPCI, Mouvement patriotique de Côte d'Ivoire), który 29 września 2002 zapoczątkował rebelię i wojnę domową w Wybrzeżu Kości Słoniowej (2002–2003), występując przeciw władzy prezydenta Laurenta Gbagbo i oskarżając go o prowadzenie dyskryminacyjnej polityki.

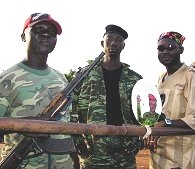
Rebelianci Nowych Sił

Powodem wybuchu wojny domowej była polityka Gbagbo, która opierała się na nacjonalizmie. Prezydent dyskryminował mieszkających na północy muzułmanów o zagranicznym pochodzeniu (napłynęli głównie z Burkina Faso), którzy stanowili 1/4 społeczeństwa. Popierał hasła czystej iworyjskości i zmienił prawo wyborcze tak, że prezydentem mógł zostać tylko obywatel, którego obaj rodzice byli Iworyjczykami.
W grudniu 2002 MPCI połączył się z dwoma innymi grupami partyzanckimi, Iworyjskim Powszechnym Ruchem Wielkiego Zachodu (MPIGO) oraz z Ruchem na rzecz Sprawiedliwości i Pokoju (MJP). Wspólnie z nimi utworzył jedno ugrupowanie, Nowe Siły Wybrzeża Kości Słoniowej (Forces Nouvelles de Côte d'Ivoire), którego sekretarzem generalnym został Guillame Soro.
26 stycznia 2006 Soro w imieniu Nowych Sił podpisał porozumienie w Linas-Marcoussis we Francji, które mówiło o powstrzymaniu walk, utworzeniu między walczącymi strefy buforowej, w której miały stacjonować wojska francuskie i międzynarodowe oraz zaproszeniu do rządu przedstawicieli z północy i powierzeniu im stanowisk ministra obrony i spraw wewnętrznych.
W lutym 2003 Nowe Siły zaangażowały się w proces tworzenia rządu jedności narodowej. Soro od lutego 2003 do maja 2004 oraz od sierpnia 2004 do grudnia 2005 był ministrem komunikacji w rządzie Seydou Diarry. 28 grudnia 2005 został ministrem rekonstrukcji i reintegracji w gabinecie premiera Charlesa Konana Bannego.

## Premier
4 marca 2007 w Wagadugu, w Burkina Faso Guillaume Soro i prezydent Gbagbo podpisali nowe porozumienie. Mówiło ono o utworzeniu w ciągu pięciu tygodni wspólnego rządu zgody narodowej oraz połączonego dowództwa armii. Zapowiadało zniesienie linii demarkacyjnej dzielącej zwaśnione strony i wyznaczenie kalendarza przyszłych wyborów generalnych.
26 marca 2008 podpisano porozumienie przewidujące, że nowym szefem rządu zostanie Guillaume Soro. 29 marca 2006 prezydent Laurent Gbagbo powołał go na urząd premiera. 4 kwietnia 2007 Soro został zaprzysiężony na stanowisku. 7 kwietnia 2007 wyznaczył skład swojego gabinetu, który utworzyło 32 ministrów, w większości będących członkami rządu premiera Bannego. W swoim przemówieniu z 13 kwietnia 2007 Soro przeprosił „każdego i w imieniu każdego za krzywdy spowodowane przez wojnę”.
29 czerwca 2007 na lotnisku w Bouake miała miejsce próba zamachu na premiera Guillaume’a Soro. W czasie kołowania rządowego samolotu na płycie lotniska po wylądowaniu, został on ostrzelany z granatników i kałasznikowów. W wyniku ostrzału 4 osoby zginęły, a 10 zostało rannych. Premier nie odniósł obrażeń. Sprawcy tego zdarzenia nie zostali ustaleni.
30 lipca 2007 premier Guillaume Soro i prezydent Laurent Gbagbo uczestniczyli w ceremonii rozbrojenia wojsk. W jej trakcie symbolicznie spalono broń walczących w wojnie domowej stron („płomień pokoju”), podkreślając znaczenie narodowego pojednania.
12 lutego 2010 prezydent Gbagbo zdymisjonował gabinet Soro, powierzając zarazem premierowi sformowanie nowego rządu. Powodem dymisji był narastający spór polityczny dotyczący przygotowań do wyborów prezydenckich i tworzenia list wyborców. Dzień wcześniej premier Soro, pośród oskarżeń ze strony prezydenta pod adresem szefa komisji wyborczej o sfałszowanie ponad 400 tys. nazwisk na listach wyborców, zawiesił prace nad ich przygotowaniem. Wybory prezydenckie, które zgodnie z konstytucją winny były odbyć się w listopadzie 2005, były od tego czasu wielokrotnie przekładane.
4 grudnia 2010 na stanowisko nowego prezydenta Wybrzeża Kości Słoniowej zaprzysiężeni zostali Laurent Gbagbo, który przegrał wybory prezydenckie z Alassane Ouattarą według wyników ogłoszonych komisję wyborczą, a wygrał według wyników zatwierdzonych przez Radę Konstytucyjną kierowaną przez członka jego partii politycznej. Tego samego dnia odbyło się również zaprzysiężenie Alassane Ouattary, którego za prawomocnego szefa państwa uznała społeczność międzynarodowa. Premier Soro złożył dymisję swojego gabinetu na ręce Ouattary, którego również uznał za prezydenta państwa. Ouattara powierzył mu jednak na nowo misję sformowania rządu, którego skład został ustalony 5 grudnia 2010. 5 grudnia 2010 Laurent Gbagbo na stanowisko szefa rządu mianował Gilberta Marie N’gbo Aké.
Choć wyniki wyborów ogłoszone przez komisję wyborczą zostały oficjalnie uznane przez ONZ, w kompetencji której znajdowało się to uprawnienie, a także inne organizacje międzynarodowe, Laurent Gbagbo odmówił rezygnacji z urzędu. Doprowadziło to dwuwładzy i kryzysu politycznego w kraju, który pomimo międzynarodowych wysiłków mediacyjnych przerodził się w lutym 2011 w wojnę domową. 11 kwietnia 2011 Laurent Gbagbo został ostatecznie pojmany i aresztowany, co zakończyło także istnienie powołanego przezeń rządu.

## Przewodniczący parlamentu
8 marca 2012 Guillaume Soro zrezygnował ze stanowiska premiera tuż po ogłoszeniu oficjalnych wyników wyborów parlamentarnych z grudnia 2011. 12 marca 2012, będąc jedynym kandydatem, został wybrany przewodniczącym Zgromadzenia Narodowego. 13 marca 2012 nowym szefem rządu został wybrany minister sprawiedliwości Jeannot Ahoussou-Kouadio.

## Odznaczenia
- Wielki Oficer Narodowego Orderu Wybrzeża Kości Słoniowej (2011)[21]
- Krzyż Wielki Orderu Zasługi (2013, Senegal)[22]